# Quận Wagoner, Oklahoma
Quận Wagoner là một quận trong tiểu bang Oklahoma, Hoa Kỳ. Quận lỵ đóng ở thành phố  6. Theo điều tra dân số năm 2020 của Cục điều tra dân số Hoa Kỳ, quận có dân số khoảng 80,981. Quận lỵ của nó là Wagoner.

## Lịch sử
Theo các nghiên cứu khảo cổ học, khu vực này là nơi sinh sống của những người xây dựng gò đất Caddoan trong khoảng thời gian từ năm 300 đến năm 1200 sau Công nguyên.
Người Creek định cư ở khu vực phía tây của Quận Wagoner sau khi họ bị buộc phải ra khỏi Alabama vào thập niên 1820. Phần phía đông là khu định cư của người Cherokee.
Trong Nội chiến năm 1865, quận là nơi diễn ra Trận chiến ở Flat Rock (còn được gọi là Hay Camp Action). Quân miền Nam do Brig chỉ huy, cùng với tướng quân Stand Watie và tướng Richard Gano đã bắt được 85 quân Liên minh và giết chết nhiều người dân đang thu hoạch cỏ khô.
Năm 1905, Công ước Sequoyah đề xuất thành lập hai quận từ khu vực này. Nửa phía tây sẽ tên là Coweta và nửa phía đông sẽ tên là Tumechichie. Tuy nhiên, thất bại trong nỗ lực tạo ra Sequoyah đã phủ nhận đề xuất này. Năm 1907 tại tiểu bang Oklahoma, Quận Wagoner được thành lập. Các thị trấn Porter và Coweta tranh giành Wagoner làm quận lỵ. Quận được đặt tên theo thị trấn Wagoner, nơi đã giành chiến thắng trong cuộc bầu cử. Thị trấn được đặt theo tên của Henry "Bigfoot" Wagoner, một nhân viên điều phối Đường sắt Katy từ Parsons, Kansas.

## Địa lý
Theo Cục điều tra dân số, quận có tổng diện tích 591 m2 (6.360 foot vuông), trong đó nước bao phủ 29 m2 (310 foot vuông) (4,9%). Nó là một phần của Cao nguyên Ozark. Sông Verdigris phân chia phần phía đông và phía tây của quận. Sông Arkansas tạo thành một phần của ranh giới phía tây và phía nam. Grand River cũng chảy về phía nam qua quận. Quận xây đập vào năm 1942 để tạo ra Hồ Fort Gibson.

### Quận giáp ranh
- Quận Rogers (tây bắc)
- Quận Mayes (đông bắc)
- Quận Cherokee (đông)
- Quận Muskogee (nam)
- Quận Tulsa (tây)

## Thông tin nhân khẩu
Theo điều tra dân số năm 2010, quận có 73.085 người. Mật độ dân số là 47,7/km2 với 29.694 đơn vị nhà ở có diện tích trung bình 55,9/dặm vuông (19,4/km2). Cơ cấu chủng tộc của quận là 80,07% người da trắng, 3,75% người Mỹ gốc Phi, 9,38% người Mỹ bản địa, 0,51% người châu Á, 0,88% từ các chủng tộc khác và 5,41% từ hai hoặc nhiều cuộc đua hơn. Người gốc Tây Ban Nha hoặc người Latinh thuộc bất kỳ chủng tộc nào chiếm 2,50% dân số.
Trong số 21.010 hộ gia đình, 37,40% có trẻ em dưới 18 tuổi sống chung với họ, 65,90% là các cặp vợ chồng sống cùng nhau, 9,80% có chủ hộ là nữ không có chồng và 20,50% không có gia đình. Khoảng 17,70% tổng số hộ gia đình được tạo thành từ các cá nhân và 6,70% có người sống một mình từ 65 tuổi trở lên. Quy mô hộ gia đình trung bình là 2,73 và quy mô gia đình trung bình là 3,08.
Trong quận, phân bố độ tuổi là 28,10% dưới 18 tuổi, 7,90% từ 18 đến 24, 28,50% từ 25 đến 44, 25,40% từ 45 đến 64 và 10,20% từ 65 tuổi trở lên. Độ tuổi trung bình là 36 tuổi. Cứ 100 nữ thì có 97,70 nam. Cứ 100 nữ từ 18 tuổi trở lên thì có 94,90 nam.
Thu nhập trung bình cho một hộ gia đình trong quận là $56,819, và cho một gia đình là $62,997. Thu nhập bình quân đầu người của quận là 24.976 đô la. Khoảng 8,3% gia đình và 12,1% dân số ở dưới chuẩn nghèo, bao gồm 18,5% những người dưới 18 tuổi và 5,8% những người từ 65 tuổi trở lên.

## Sổ bộ về các địa điểm lịch sử

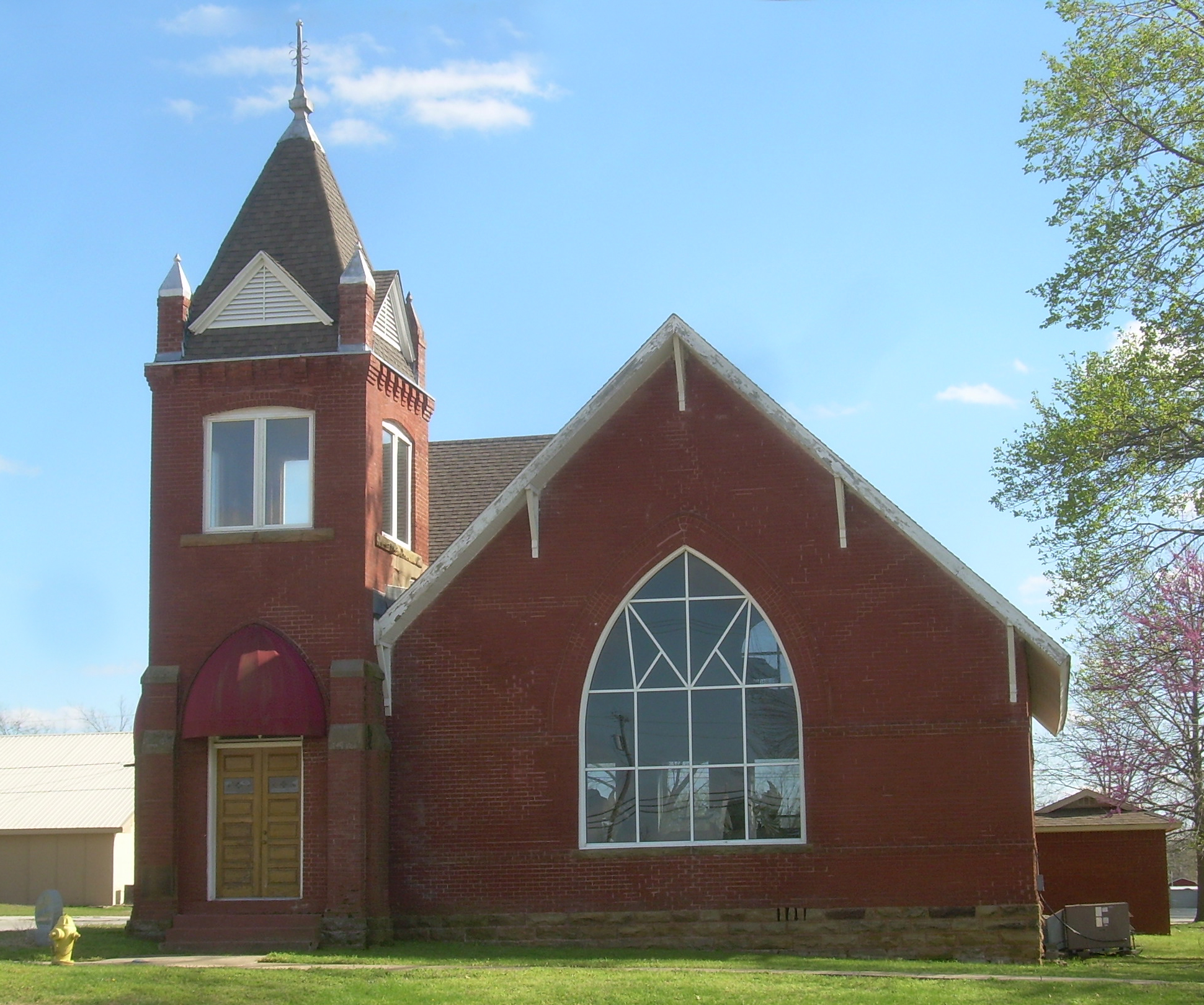
Nhà thờ Trưởng lão đầu tiên của Coweta

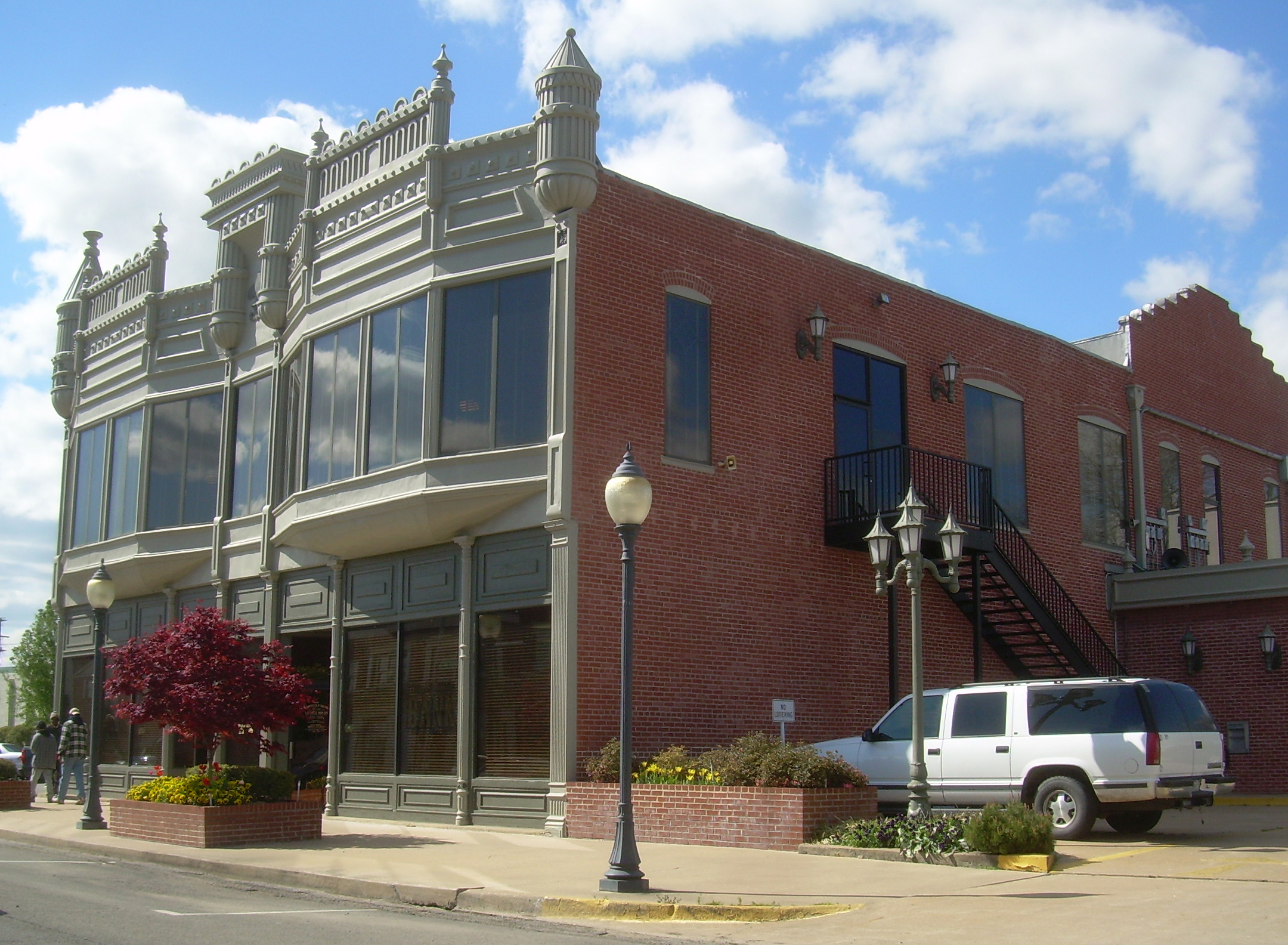
Tòa nhà The Cobb

Những địa điểm này ở Quận Wagoner được liệt kê trong Sổ bộ Địa danh Lịch sử Quốc gia:
| - Tòa nhà A. J. Mason, Tullahassee - Nhà Amos Parkinson, Wagoner - Tòa nhà Cobb, Wagoner - Nhà Collin McKinney, Wagoner - Ngân hàng quốc gia đầu tiên của Wagoner, Wagoner - Nhà thờ Trưởng lão đầu tiên của Coweta, Coweta - Nhà Frederick Parkinson, Wagoner - Nghĩa trang Jamison, Okay - Nhà John W. Gibson, Wagoner - Địa điểm truyền giáo Koweta, Coweta | - Trường Miller-Washington, Red Bird - Khách sạn và nhà hàng Newport, Wagoner - Tòa thị chính Red Bird, Red Bird - Khu lịch sử Trụ sở Trang trại Rio Grande, Okay - Nhà thờ Tân giáo Thánh James, Wagoner - Địa điểm Truyền giáo Tullahassee, Tullahassee - Nhà Van Tuyl, Porter - Kho vũ khí Wagoner, Wagoner - Nhà Way, Wagoner - Nhà William McAnally, Wagoner |